# Ottavo viaggio nel regno della fantasia
Ottavo viaggio nel regno della fantasia è l'ottavo capitolo della collana di libri di Nel regno della fantasia.

## Trama
Geronimo Stilton è pronto per una nuova avventura! Riveste i panni del Cavaliere Senza Macchia e Senza Paura per un compito arduo: le lancette del Segnatempo Cronofantasico si muovono velocemente alternando lo scorrere del tempo; infatti, la bella Floridiana, la Regina del Regno della Fantasia, sta diventando così vecchia che presto morirà e insieme a lei tutto il Regno! Il Cavaliere, insieme ad una nuova compagnia, parte per il Paese del Tempo e dopo mille vicissitudini, scopre che l'artefice del vento che fa girare veloce le lancette è Eclisse, la perfida ma affascinante strega che vuole rubare la bellezza di Floridiana; con l'aiuto dei suoi amici, dovrà sconfiggere Eclisse ma dovrà fare anche i conti con una terribile minaccia... un manto che potrà oscurare il cielo della terra fantastica per sempre!

## Personaggi
- Geronimo Stilton;
- Scribacchinus Scribacchius 8° ;
- Principessa Bizzz IV;
- Regina VII;
- Solitario o Fortunato V;
- Drago del Tempo IV;
- Tic Tac X;
- Floridiana del Flor V;
- Eclisse III;
- Mago Cronometricus IV;
- Mario III;
- Abitanti di Topazia (Nonno Torquato, L'orologiaio Precisio...)

## Saga
- Nel regno della fantasia
- Secondo viaggio nel regno della fantasia - Alla ricerca della felicità
- Terzo viaggio nel regno della fantasia
- Quarto viaggio nel regno della fantasia
- Quinto viaggio nel regno della fantasia
- Sesto viaggio nel regno della fantasia
- Settimo viaggio nel regno della fantasia
- Ottavo viaggio nel regno della fantasia
- Nono viaggio nel regno della fantasia
- Decimo viaggio nel regno della fantasia